# Velká Jizera
Velká Jizera (polsky Wielka Izera, německy Gross Izer) byla osada na polské straně Jizerských hor. Z důvodu dlouhých zim se místu říkalo Malá Sibiř.

## Historie
První písemná zmínka o osadě, kterou založili čeští pobělohorští exulanti, pochází z roku 1630. První zde postavený dům pochází ovšem už z roku 1620 a postavil jej jistý Čech jménem Tomáš. Poté sem přicházeli další obyvatelé z Čech. Ke dni 9. března 1742 zde stálo 20 domů. Hlavním zdrojem obživy zdejších obyvatel byla práce v lese a pastevectví, později pašeráctví a pytláctví. V této době se nacházela v Prusku, pouze jeden dům stál v Čechách, nedaleko mostku přes Jizeru stávala celnice. V 19. století se osada rozrostla, na délku dosahovala pěti kilometrů a stala se oblíbeným výletním místem. Ve 30. letech 20. století zde stálo 43 domů, 3 hospody, 2 mlýny, 2 školy, lovecký zámeček, pekárna, 2 celnice, kavárna, myslivna, hájovna, hasičský dům a radnice. Pečivo v místní pekárně mělo být levnější než v Čechách a tak ho sem údajně chodili nakupovat i lidé z Jizerky. Dne 10. května 1945 procházejí rudá armáda vypálila myslivnu a 11. května Rusové zastřelili místního starostu. Od června 1945 docházelo k zániku osady, kterou při vytyčování hranice obsadila polská armáda. Jelikož Češi novou hranici neuznávali a chodili přes ni, byla osada vysídlena, mosty zbořeny a vybudovalo se zde hraniční pásmo. V roce 1960 stály už jen ruiny rozpadajících se chalup a Poláci zde měli střelnici. Místa po původních domech jsou dodnes patrná, některá pak byla označena čísly a tabulkami. Do současnosti zůstala stát jen jedna budova – bývalá nová škola. V její blízkosti byl pochován zastřelený starosta. Bývalá osada je přístupná silnicí z lázní Swieradów Zdrój (přes Vysoký hřeben) nebo z osady Orle.

## Školy
Stará škola byla vybudována roku 1750 a jednalo se o dvoutřídku. Prvním učitelem na škole byl Gotfryd Siegert. Nacházela se zde zvonice a zvon zvonil každý den v 7, 12 a 18 hodin. Od roku 1938 se budova využívala ke křtům nebo pohřbům (to jako márnice).
Budova nové školy byla postavena roku 1938. Nacházelo se v ní 8 tříd, knihovna, dílna a školní kuchyň. První patro pak sloužilo k ubytování učitele a jeho rodiny. Nacházela se zde také zvonice, ale zvon zvonil jen výjimečně (např. na Nový rok nebo při pohřbech). Jako jediný z domů osady se dochoval, jelikož si zde polská armáda zřídila velitelství. V současnosti slouží jako turistická chata (chatka Górzystów).

## Galerie

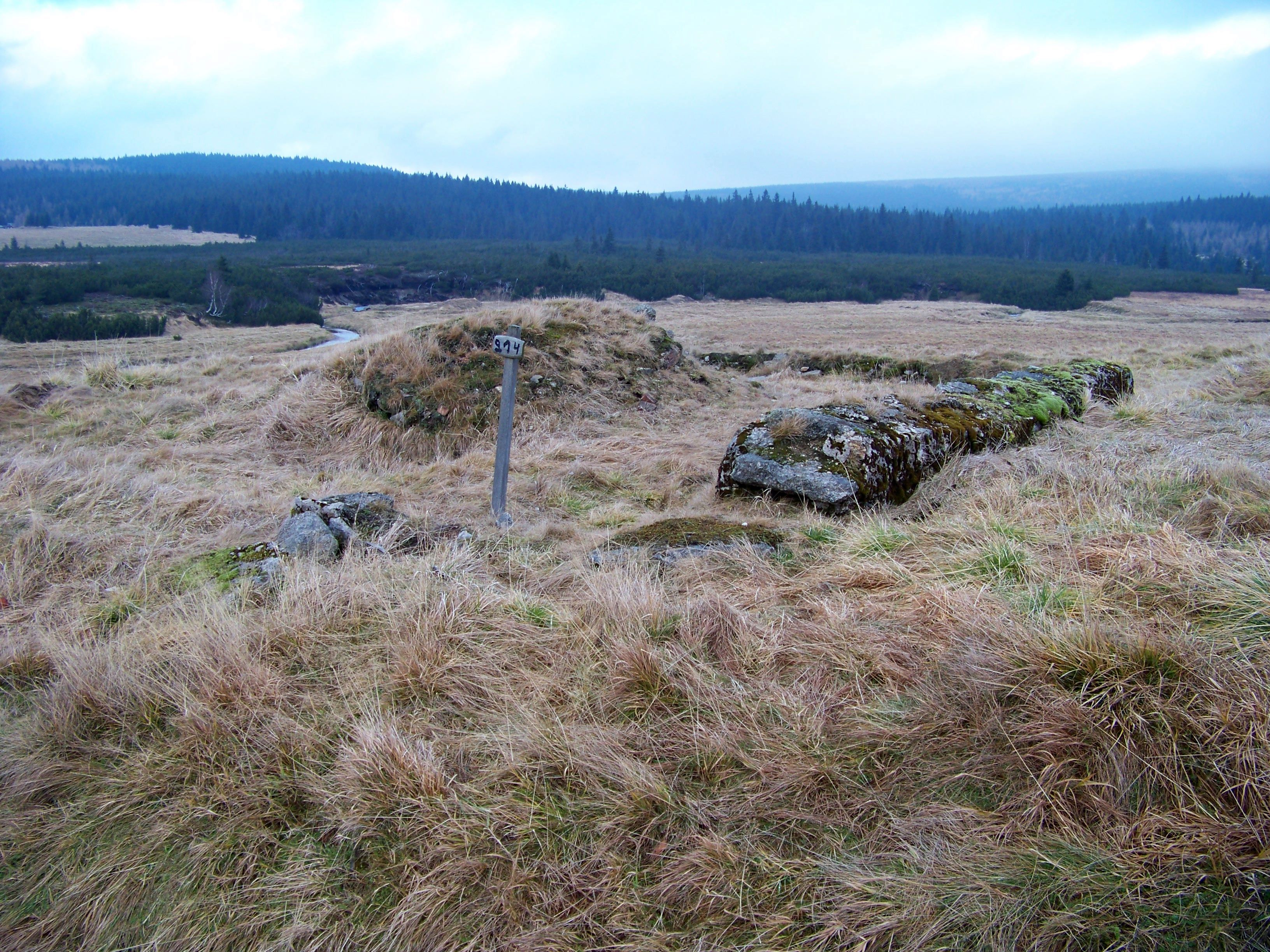
Základy budovy
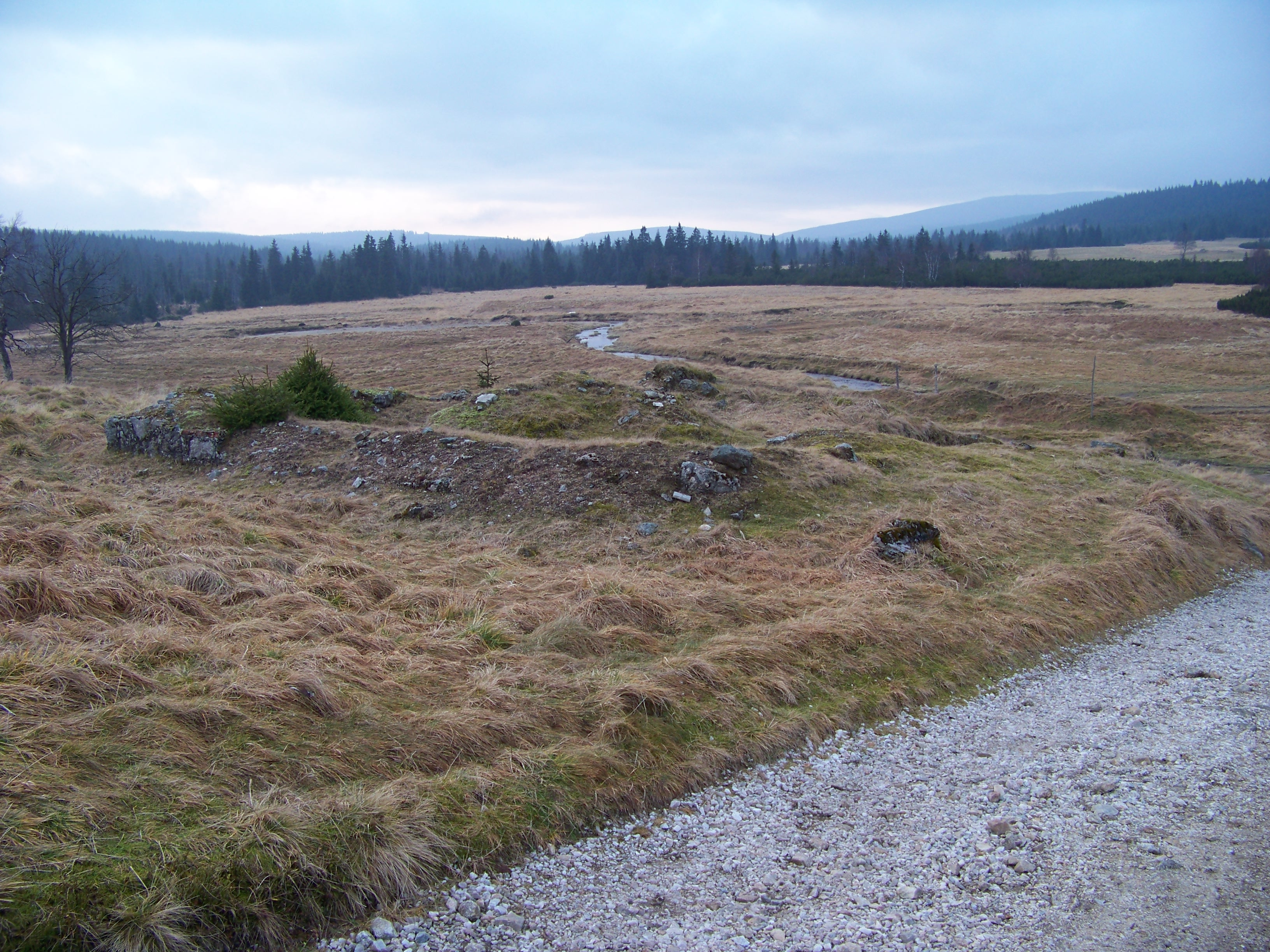
Základy budovy
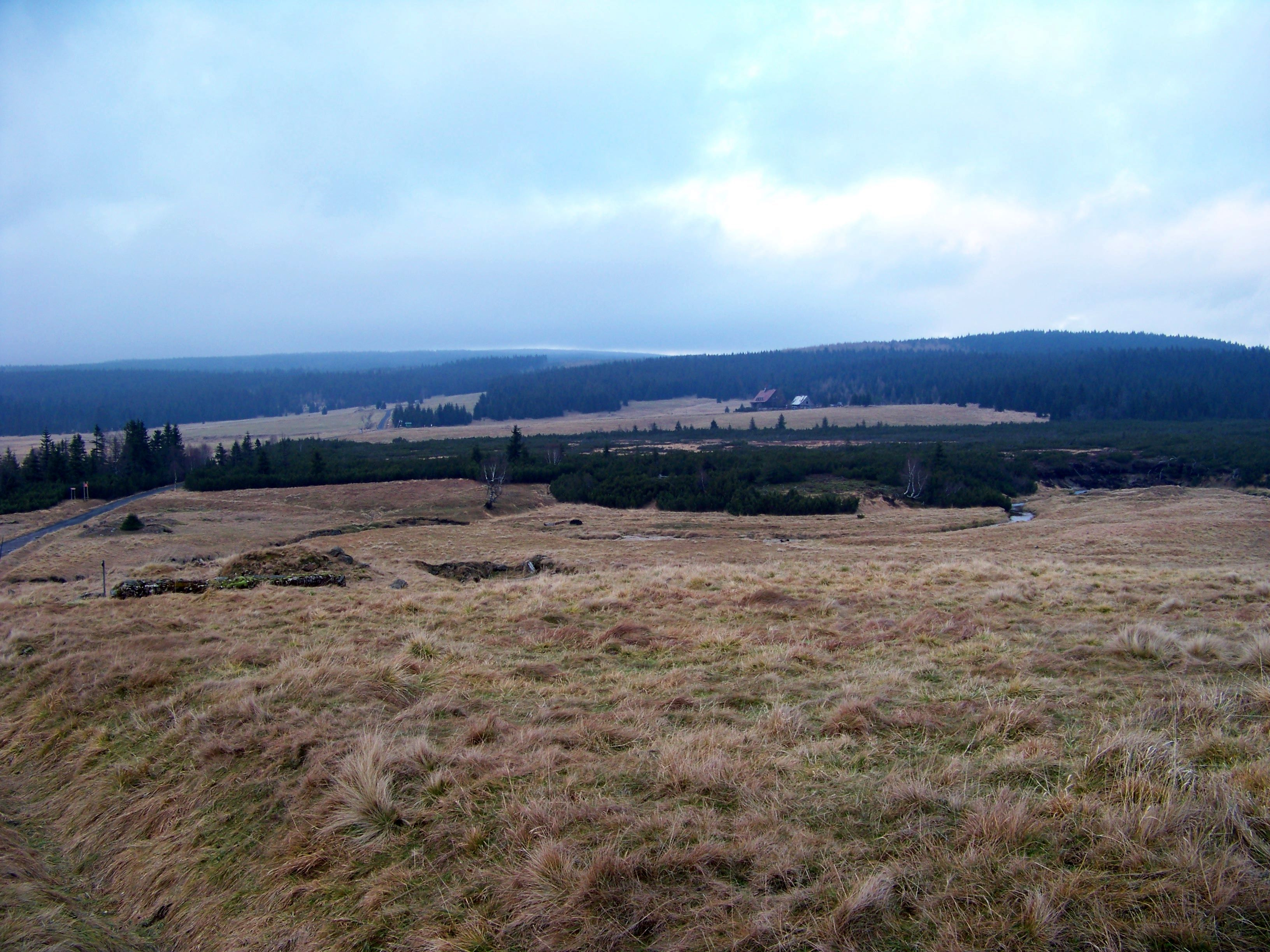
Místo zaniklé osady (v pozadí chatka Górzystów)
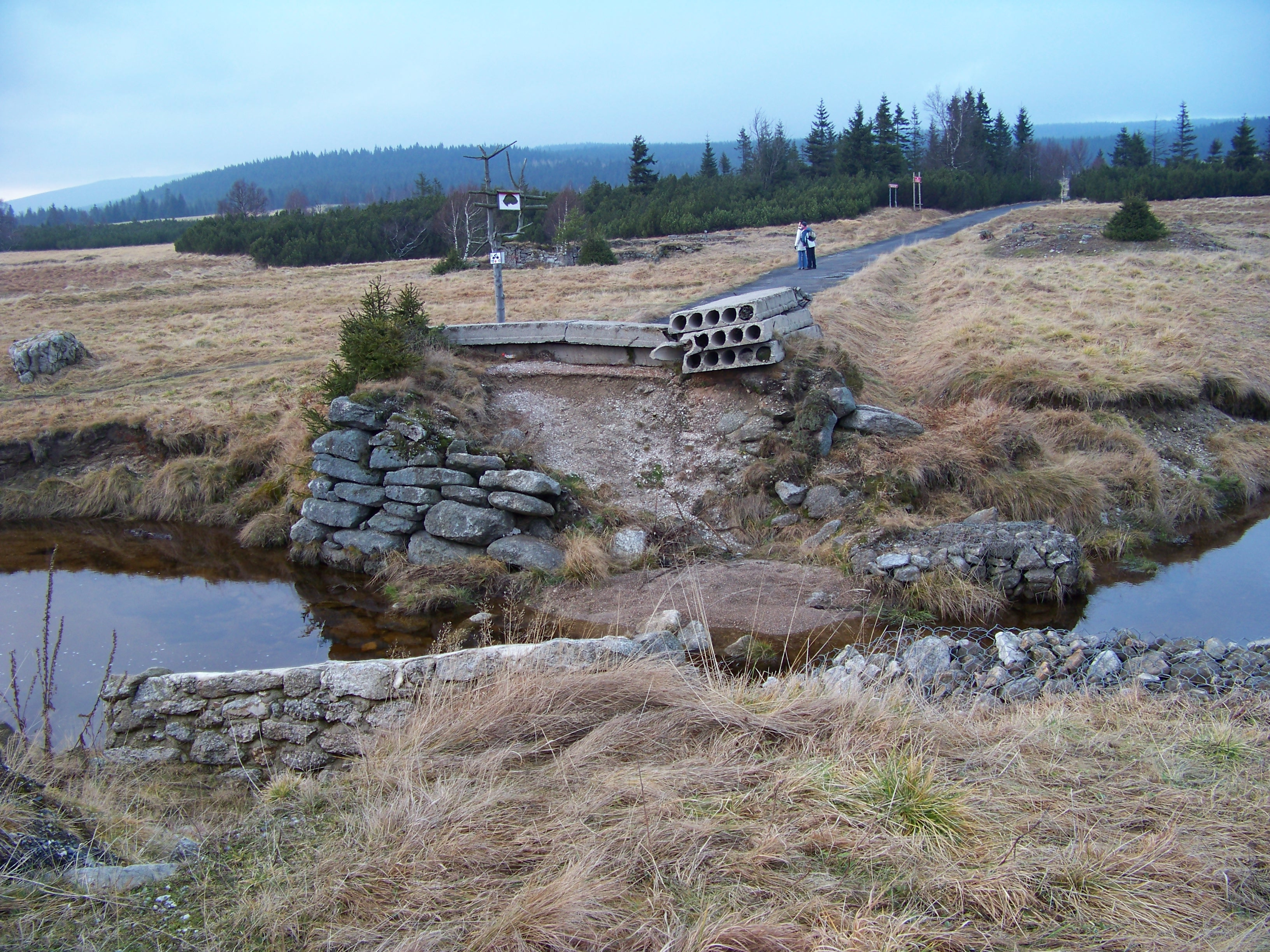
Zbytky mostu přes potok
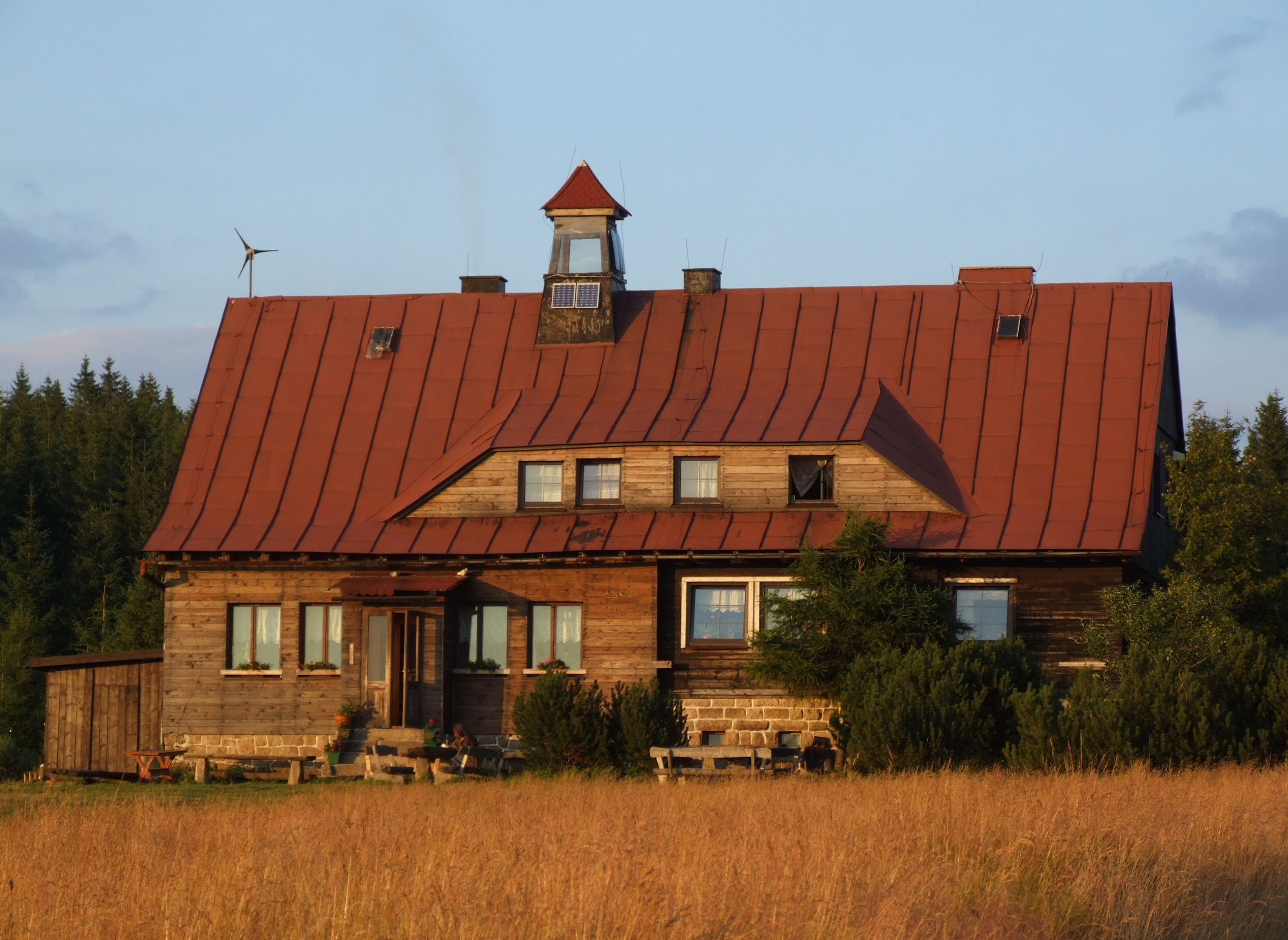
Chatka Górzystów
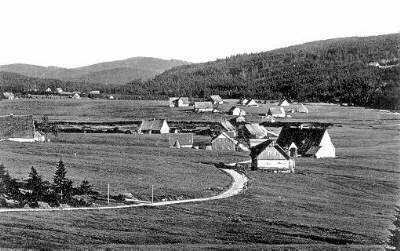
Historické vyobrazení Velké Jizery